# Лівезіле (комуна, Мехедінць)
Лівезіле (рум. Livezile) — комуна у повіті Мехедінць в Румунії. До складу комуни входять такі села (дані про населення за 2002 рік):
- Ізворелу-де-Жос (285 осіб)
- Ізвору-Анештілор (298 осіб)
- Лівезіле (1160 осіб)
- Петріш (133 особи)
- Штефан-Одоблежа (201 особа)

Комуна розташована на відстані 256 км на захід від Бухареста, 20 км на південний схід від Дробета-Турну-Северина, 78 км на захід від Крайови.

## Населення
За даними перепису населення 2002 року у комуні проживали 2077 осіб. Усі жителі комуни рідною мовою назвали румунську.
Національний склад населення комуни:
| Національність | Кількість осіб | Відсоток |
| -------------- | -------------- | -------- |
| румуни         | 2076           | > 99,9%  |
| українці       | 1              | < 0,1%   |

Склад населення комуни за віросповіданням:
| Релігія       | Кількість осіб | Відсоток |
| ------------- | -------------- | -------- |
| православні   | 2065           | 99,4%    |
| п'ятдесятники | 9              | 0,4%     |
| римо-католики | 1              | < 0,1%   |
| реформати     | 1              | < 0,1%   |
| баптисти      | 1              | < 0,1%   |

## Зовнішні посилання
- Дані про комуну Лівезіле на сайті Ghidul Primăriilor [Архівовано 5 липня 2009 у Wayback Machine.]